# Victor Catan
Victor Catan (Druța, 1949. augusztus 17. –) moldáv politikus. Két alkalommal,  1998–1999 és 2009–2011 között volt Moldova belügyminisztere.

## Élete
1967-től elektronikai műszerészként dolgozott. 1970–1972 között Chișinăuban a belügyi főiskolán tanult. Ezután gazdasági nyomozóként dolgozott az Anenii Noi-i járási rendőrségen. 1976-tól 1981-ig a Belügyi Főiskolán tanult Kijevben. 1992–1997 között Moldova belügyminiszterének első helyettese volt, majd helyettes igazságügy-miniszter (1997–1998). 1998 és 1999 között előbb Ion Ciubuc második kormányának, majd a Sturza kabinet belügyminisztere. Vlad Filat első kormányában ismét megkapta a belügyi tárcát (2009), melyet annak átalakításáig megtartott. A VIP Magazin 2009-es listáján a 19. helyen szerepelt a legbefolyásosabb moldáviai személyiségek rangsorában. Nős, egy gyermek apja.